# E...
E... è il quarto brano pubblicato nel  2005 estratto dall'album di Vasco Rossi Buoni o cattivi.

## Descrizione
Vasco ha cambiato leggermente il testo del brano di Pia Tuccitto.
Il brano ha ricevuto un buon airplay radiofonico nell'inverno 2005, arrivando tra le posizioni più alte.

## Video musicale
Il video viene pubblicato il 10 giugno 2005, in contemporanea ai video musicali di Un senso e di Come stai.
La protagonista del video è Andrea Lehotská, che nel suo letto chiude gli occhi ed immagina di incontrare Vasco in un deserto, che nel frattempo, seduto su un tavolino, le sta scrivendo e dedicando i versi di questa canzone.

## Formazione
- Vasco Rossi - voce
- Lee Sklar - basso
- Vinnie Colaiuta - batteria
- Stef Burns - chitarra elettrica, chitarra acustica
- Celso Valli - tastiere, pianoforte, archi

## Classifiche
| Radio Parade | Posizione |
| ------------ | --------- |
| Italia       | 1         |